# Dāvis Ikaunieks
Dāvis Ikaunieks (Kuldīga, 7 gennaio 1994) è un calciatore lettone, centrocampista del DPMM e della nazionale lettone.

## Biografia
Anche suo fratello Jānis è un calciatore.

## Carriera

### Club
Ha esordito in massima serie con il Metalurgs Liepāja, con cui ha anche messo a segno la prima rete. Nel 2014, visto il fallimento del club, è stato tesserato nella squadra neonata del Liepāja, con cui nel 2015 ha vinto il campionato e il titolo di capocannoniere. Nell'estate del 2016 si è trasferito al Vysočina Jihlava, in Repubblica Ceca.

### Nazionale
Dopo aver giocato nelle varie selezioni giovanili lettoni, ha esordito in nazionale il 1º giugno 2016 nella gara di Coppa del Baltico 2016 contro la Lituania, entrando al posto del fratello Jānis. Il 2 settembre dello stesso anno ha messo a segno il suo primo gol in nazionale, nel corso dell'amichevole contro il Lussemburgo.

## Statistiche

### Cronologia presenze e reti in nazionale
| Cronologia completa delle presenze e delle reti in nazionale ― Lettonia | Cronologia completa delle presenze e delle reti in nazionale ― Lettonia | Cronologia completa delle presenze e delle reti in nazionale ― Lettonia | Cronologia completa delle presenze e delle reti in nazionale ― Lettonia | Cronologia completa delle presenze e delle reti in nazionale ― Lettonia | Cronologia completa delle presenze e delle reti in nazionale ― Lettonia | Cronologia completa delle presenze e delle reti in nazionale ― Lettonia | Cronologia completa delle presenze e delle reti in nazionale ― Lettonia |
| Data                                                                    | Città                                                                   | In casa                                                                 | Risultato                                                               | Ospiti                                                                  | Competizione                                                            | Reti                                                                    | Note                                                                    |
| ----------------------------------------------------------------------- | ----------------------------------------------------------------------- | ----------------------------------------------------------------------- | ----------------------------------------------------------------------- | ----------------------------------------------------------------------- | ----------------------------------------------------------------------- | ----------------------------------------------------------------------- | ----------------------------------------------------------------------- |
| 1-6-2016                                                                | Liepāja                                                                 | Lettonia                                                                | 2 – 1                                                                   | Lituania                                                                | Coppa del Baltico 2016                                                  | -                                                                       | 65’                                                                     |
| 4-6-2016                                                                | Tallinn                                                                 | Estonia                                                                 | 0 – 0                                                                   | Lettonia                                                                | Coppa del Baltico 2016                                                  | -                                                                       | 78’                                                                     |
| 2-9-2016                                                                | Riga                                                                    | Lettonia                                                                | 3 – 1                                                                   | Lussemburgo                                                             | Amichevole                                                              | 1                                                                       | 54’                                                                     |
| 6-9-2016                                                                | Andorra la Vella                                                        | Andorra                                                                 | 0 – 1                                                                   | Lettonia                                                                | Qual. Mondiali 2018                                                     | -                                                                       | 63’                                                                     |
| 7-10-2016                                                               | Riga                                                                    | Lettonia                                                                | 0 – 2                                                                   | Fær Øer                                                                 | Qual. Mondiali 2018                                                     | -                                                                       | 77’                                                                     |
| 10-10-2016                                                              | Riga                                                                    | Lettonia                                                                | 0 – 2                                                                   | Ungheria                                                                | Qual. Mondiali 2018                                                     | -                                                                       | 68’                                                                     |
| 13-11-2016                                                              | Faro                                                                    | Portogallo                                                              | 4 – 1                                                                   | Lettonia                                                                | Qual. Mondiali 2018                                                     | -                                                                       | 58’                                                                     |
| 25-3-2017                                                               | Lancy                                                                   | Svizzera                                                                | 1 – 0                                                                   | Lettonia                                                                | Qual. Mondiali 2018                                                     | -                                                                       | 69’                                                                     |
| 28-3-2017                                                               | Tbilisi                                                                 | Georgia                                                                 | 5 – 0                                                                   | Lettonia                                                                | Amichevole                                                              | -                                                                       | 58’                                                                     |
| 9-6-2017                                                                | Riga                                                                    | Lettonia                                                                | 0 – 3                                                                   | Portogallo                                                              | Qual. Mondiali 2018                                                     | -                                                                       | 67’                                                                     |
| 12-6-2017                                                               | Riga                                                                    | Lettonia                                                                | 1 – 2                                                                   | Estonia                                                                 | Amichevole                                                              | 1                                                                       | 46’                                                                     |
| 31-8-2017                                                               | Ginevra                                                                 | Ungheria                                                                | 3 – 1                                                                   | Lettonia                                                                | Qual. Mondiali 2018                                                     | -                                                                       | 72’                                                                     |
| 3-9-2017                                                                | Riga                                                                    | Lettonia                                                                | 0 – 3                                                                   | Svizzera                                                                | Qual. Mondiali 2018                                                     | -                                                                       | 68’                                                                     |
| 7-10-2017                                                               | Tórshavn                                                                | Fær Øer                                                                 | 0 – 0                                                                   | Lettonia                                                                | Qual. Mondiali 2018                                                     | -                                                                       | 74’                                                                     |
| 10-10-2017                                                              | Riga                                                                    | Lettonia                                                                | 4 – 0                                                                   | Andorra                                                                 | Qual. Mondiali 2018                                                     | 1                                                                       | 72’                                                                     |
| 13-11-2017                                                              | Kosovska Mitrovica                                                      | Kosovo                                                                  | 4 – 3                                                                   | Lettonia                                                                | Amichevole                                                              | -                                                                       |                                                                         |
| 6-9-2018                                                                | Riga                                                                    | Lettonia                                                                | 0 – 0                                                                   | Andorra                                                                 | UEFA Nations League 2018-2019 - 1º turno                                | -                                                                       | 61’                                                                     |
| 16-10-2018                                                              | Riga                                                                    | Lettonia                                                                | 0 – 3                                                                   | Georgia                                                                 | UEFA Nations League 2018-2019 - 1º turno                                | -                                                                       | 70’                                                                     |
| 15-11-2018                                                              | Astana                                                                  | Kazakistan                                                              | 1 – 1                                                                   | Lettonia                                                                | UEFA Nations League 2018-2019 - 1º turno                                | -                                                                       | 72’                                                                     |
| 19-11-2018                                                              | Andorra La Vella                                                        | Andorra                                                                 | 0 – 0                                                                   | Lettonia                                                                | UEFA Nations League 2018-2019 - 1º turno                                | -                                                                       | 75’                                                                     |
| 24-3-2019                                                               | Varsavia                                                                | Polonia                                                                 | 2 – 0                                                                   | Lettonia                                                                | Qual. Euro 2020                                                         | -                                                                       | 74’                                                                     |
| 15-10-2019                                                              | Be'er Sheva                                                             | Israele                                                                 | 3 – 1                                                                   | Lettonia                                                                | Qual. Euro 2020                                                         | -                                                                       | 78’                                                                     |
| 16-11-2019                                                              | Lubiana                                                                 | Slovenia                                                                | 1 – 0                                                                   | Lettonia                                                                | Qual. Euro 2020                                                         | -                                                                       | 72’                                                                     |
| 19-11-2019                                                              | Riga                                                                    | Lettonia                                                                | 1 – 0                                                                   | Austria                                                                 | Qual. Euro 2020                                                         | -                                                                       | 25’ 89’                                                                 |
| 6-9-2020                                                                | Ta' Qali                                                                | Malta                                                                   | 1 – 1                                                                   | Lettonia                                                                | UEFA Nations League 2020-2021 - 1º turno                                | -                                                                       | 62’                                                                     |
| 7-10-2020                                                               | Podgorica                                                               | Montenegro                                                              | 1 – 1                                                                   | Lettonia                                                                | Amichevole                                                              | -                                                                       | 84’                                                                     |
| 13-10-2020                                                              | Riga                                                                    | Lettonia                                                                | 0 – 1                                                                   | Malta                                                                   | UEFA Nations League 2020-2021 - 1º turno                                | -                                                                       | 64’                                                                     |
| 11-11-2020                                                              | Serravalle                                                              | San Marino                                                              | 0 – 3                                                                   | Lettonia                                                                | Amichevole                                                              | -                                                                       | 46’                                                                     |
| 17-11-2020                                                              | Andorra la Vella                                                        | Andorra                                                                 | 0 – 5                                                                   | Lettonia                                                                | UEFA Nations League 2020-2021 - 1º turno                                | -                                                                       | 82’                                                                     |
| 24-3-2021                                                               | Riga                                                                    | Lettonia                                                                | 1 – 2                                                                   | Montenegro                                                              | Qual. Mondiali 2022                                                     | -                                                                       | 81’                                                                     |
| 30-3-2021                                                               | Istanbul                                                                | Turchia                                                                 | 3 – 3                                                                   | Lettonia                                                                | Qual. Mondiali 2022                                                     | 1                                                                       | 65’                                                                     |
| 4-6-2021                                                                | Riga                                                                    | Lettonia                                                                | 3 – 1                                                                   | Lituania                                                                | Coppa del Baltico 2021                                                  | -                                                                       | 37’                                                                     |
| 10-6-2021                                                               | Tallinn                                                                 | Estonia                                                                 | 2 – 1                                                                   | Lettonia                                                                | Coppa del Baltico 2021                                                  | -                                                                       | 77’                                                                     |
| 3-6-2022                                                                | Riga                                                                    | Lettonia                                                                | 3 – 0                                                                   | Andorra                                                                 | UEFA Nations League 2022-2023 - 1º turno                                | -                                                                       | 86’                                                                     |
| 6-6-2022                                                                | Riga                                                                    | Lettonia                                                                | 1 – 0                                                                   | Liechtenstein                                                           | UEFA Nations League 2022-2023 - 1º turno                                | -                                                                       | 85’                                                                     |
| 10-6-2022                                                               | Chișinău                                                                | Moldavia                                                                | 2 – 4                                                                   | Lettonia                                                                | UEFA Nations League 2022-2023 - 1º turno                                | -                                                                       | 80’                                                                     |
| 14-6-2022                                                               | Vaduz                                                                   | Liechtenstein                                                           | 0 – 2                                                                   | Lettonia                                                                | UEFA Nations League 2022-2023 - 1º turno                                | -                                                                       | 87’                                                                     |
| 22-9-2022                                                               | Riga                                                                    | Lettonia                                                                | 1 – 2                                                                   | Moldavia                                                                | UEFA Nations League 2022-2023 - 1º turno                                | -                                                                       | 82’                                                                     |
| 25-9-2022                                                               | Andorra la Vella                                                        | Andorra                                                                 | 1 – 1                                                                   | Lettonia                                                                | UEFA Nations League 2022-2023 - 1º turno                                | -                                                                       | 85’                                                                     |
| 16-11-2022                                                              | Riga                                                                    | Lettonia                                                                | 1 – 1 (5 – 3 dtr)                                                       | Estonia                                                                 | Coppa del Baltico 2022                                                  | -                                                                       | 62’                                                                     |
| 19-11-2022                                                              | Riga                                                                    | Lettonia                                                                | 1 – 1 (7 – 8 dtr)                                                       | Islanda                                                                 | Coppa del Baltico 2022                                                  | -                                                                       | 80’                                                                     |
| 22-3-2023                                                               | Dublino                                                                 | Irlanda                                                                 | 3 – 2                                                                   | Lettonia                                                                | Amichevole                                                              | -                                                                       | 81’                                                                     |
| 16-6-2023                                                               | Riga                                                                    | Lettonia                                                                | 2 – 3                                                                   | Turchia                                                                 | Qual. Euro 2024                                                         | -                                                                       | 80’                                                                     |
| 8-9-2023                                                                | Fiume                                                                   | Croazia                                                                 | 5 – 0                                                                   | Lettonia                                                                | Qual. Euro 2024                                                         | -                                                                       | 86’                                                                     |
| 12-10-2023                                                              | Riga                                                                    | Lettonia                                                                | 2 – 0                                                                   | Armenia                                                                 | Qual. Euro 2024                                                         | -                                                                       | 88’                                                                     |
| 15-10-2023                                                              | Konya                                                                   | Turchia                                                                 | 4 – 0                                                                   | Lettonia                                                                | Qual. Euro 2024                                                         | -                                                                       | 86’                                                                     |
| 8-6-2024                                                                | Liepāja                                                                 | Lettonia                                                                | 0 – 2                                                                   | Lituania                                                                | Coppa del Baltico 2024                                                  | -                                                                       | 84’                                                                     |
| 11-6-2024                                                               | Liepāja                                                                 | Lettonia                                                                | 1 – 0                                                                   | Fær Øer                                                                 | Coppa del Baltico 2024                                                  | -                                                                       | 46’                                                                     |
| Totale                                                                  |                                                                         | Presenze                                                                | 48                                                                      |                                                                         | Reti                                                                    | 4                                                                       |                                                                         |

## Palmarès

### Club
- Campionato lettone: 1

Liepāja: 2015

### Nazionale
- Coppa del Baltico: 1

2016

### Individuale
- Capocannoniere della Virslīga: 1

2015 (15 gol)
- Calciatore lettone dell'anno: 1

2018